# Les faules d'Isop (pel·lícula de 1983)
Les faules d'Isop (まんがイソップ物語, Manga Isoppu Monogatari) és una pel·lícula d'animació produïda per Toei Animation i projectada al Toei Manga Matsuri el 13 de març de 1983. És una versió animada de les faules d'Isop.
Es va estrenar el 9 de gener de 1993 a TV3 doblada al català dins el Club Super3.
L'octubre de 1983, sis mesos després de l'estrena de la pel·lícula, es va emetre una sèrie d'anime del mateix nom, a les filials de TV Tokyo, però va ser produïda per Nippon Animation i el contingut era completament diferent.

## Argument
En aquesta interpretació de les faules d'Isop, cadascuna de les quals conté una paràbola, es presenta el personatge d'Isop com un nen entremaliat que viu al camp i que no para de fer trapelleries amb el bestiar del veïnat fins que, un dia, la seva mare aconsegueix que es faci pastor. Com que la feina l'avorreix de mala manera, per distreure's es passa els dies cridant: "Que ve el llop! Que ve el llop!", i així tothom hi acudeix i ell es trenca de riure. Però un dia passa que el llop es presenta de veritat i ningú no va a ajudar-lo perquè ja no se'l creuen. Corrent, s'endinsa en un bosc molt estrany en el qual les bèsties parlen i s'hi perd. Hi troba una nena amb les ales molt fràgils, que és una flor perduda, i tots dos decideixen anar al país d'Isop. Pel camí, fan tota mena de coneixences, que els proporcionen una gran quantitat d'experiències i emocions.
Si bé l'autèntic Isop era una figura grega d'abans de Crist, en aquesta obra Isop es representa com un nen que viu en una zona rural de l'Europa medieval.